# Апостольский нунций в Мавритании
Апостольский нунций в Исламской Республике Мавритания — дипломатический представитель Святого Престола в Мавритании. Данный дипломатический пост занимает церковно-дипломатический представитель Ватикана в ранге посла. Апостольская нунциатура в Мавритании была учреждена на постоянной основе 9 декабря 2016 года.
В настоящее время Апостольским нунцием в Мавритании является архиепископ Вальдемар Станислав Зоммертаг, назначенный Папой Франциском 6 сентября 2022 года.

## История
Апостольская делегатура Дакара, обладающей юрисдикцией в отношении всех французских континентальных и островных колоний (за исключением районов Северной Африки), была учреждена 22 сентября 1948 года, бреве «Expedit et Romanorum Pontificum» папы римского Пия XII.
3 мая 1960 года, согласно бреве «Decet Nos» Папы Иоанна XXIII, апостольская делегатура Дакара получила название Апостольской делегатуры Западной Африки, обладающей юрисдикцией в отношении следующих африканских стран: Сенегал, Республика Верхняя Вольта, Берег Слоновой Кости, Дагомея, Гвинея, Мавритания, Нигер, Судан, Того, Гана, Гамбия и Сьерра-Леоне.
27 ноября 1961 года Апостольская делегатура Западной Африки получила название Апостольская интернунциатура в Сенегале, бреве «Quantum utilitatis» Папы Иоанна XXIII.
21 мая 1973 года Апостольская делегатура изменила свое название на Апостольская делегатура в Мали и Мавритании, согласно бреве «Ex quo divino» Папы Павла VI. 
3 июня 1980 года была учреждена Апостольская нунциатура в Мали, согласно бреве «Vigilem Curam» Папы Иоанна Павла II, поэтому апостольская делегатура сводилась только к Мавритании.
9 декабря 2016 года, Святой Престол и Мавритания, «желая обеспечить дружественные взаимоотношения, которые решили по взаимному согласию установить дипломатические отношения друг с другом».. Однако апостольский нунций не имеет официальной резиденции в Мавритании, в его столице Нуакшот и является апостольским нунцием по совместительству, эпизодически навещая страну. Резиденцией апостольского нунция в Мавритании является Дакар — столица Сенегала.

## Апостольские нунции в Мавритании

### Апостольские делегаты
- Джованни Мариани, титулярный архиепископ Миссуа — (17 октября 1973 — 11 января 1975 — назначен апостольским нунцием в Венесуэле);
- Луиджи Барбарито, титулярный архиепископ Фьорентино — (5 апреля 1975 — 10 июня 1978 — назначен апостольским нунцием в Австралии);
- Луиджи Доссена, титулярный архиепископ Карпи — (24 октября 1978 — 30 декабря 1985 — назначен апостольским нунцием в Перу);
- Пабло Пуэнте Бусес, титулярный архиепископ Макри — (15 марта 1986 — 31 июля 1989 — назначен апостольским нунцием в Ливане);
- Антонио Мария Вельо, титулярный архиепископ Эклано — (21 октября 1989 — 2 октября 1997 — назначен апостольским нунцием в Ливане и Кувейте, а также апостольским делегатом на Аравийском полуострове);
- Жан-Поль Эме Гобель, титулярный архиепископ Галации Кампанийской — (6 декабря 1997 — 31 октября 2001 — назначен апостольским нунцием в Никарагуа);
- Джузеппе Пинто, титулярный архиепископ Англоны — (4 декабря 2001 — 6 декабря 2007 — назначен апостольским нунцием в Чили);
- Луис Мариано Монтемайор, титулярный архиепископ Иллици — (19 июня 2008 — 22 июня 2015 — назначен апостольским нунцием в Демократической Республике Конго);
- Майкл Уоллес Банак, титулярный архиепископ Мемфиса — (19 марта — 9 декабря 2016 — назначен апостольским нунцием).

## Апостольские нунции
- Майкл Уоллес Банак, титулярный архиепископ Мемфиса — (13 мая 2017 — 3 мая 2022 — назначен апостольским нунцием в Венгрии);
- Вальдемар Станислав Зоммертаг, титулярный архиепископ Траэктум ад Мосам — (6 сентября 2022 — по настоящее время).